# Климово (сельское поселение Шолохово)
Климово  — деревня в Ржевском муниципальном округе Тверской области.

## География
Находится в южной части Тверской области на расстоянии приблизительно 36 км по прямой на северо-запад от города Ржев к северо-западу от окраины деревни Шолохово.

## История
Деревня была отмечена еще на карте Менде (состояние местности на 1848 год). В 1859 году здесь (деревня Ржевского уезда Тверской губернии) было учтено 11 дворов, в 1939—40. Входила до 2013 года в состав сельского поселения «Шолохово», с 2013 до 2022 года в состав сельского поселения «Итомля» до его упразднения.

## Население
Численность населения: 97 человек (1859 год), 37 (русские 100 %) в 2002 году, 15 в 2010.